# تیر (اسطوره)

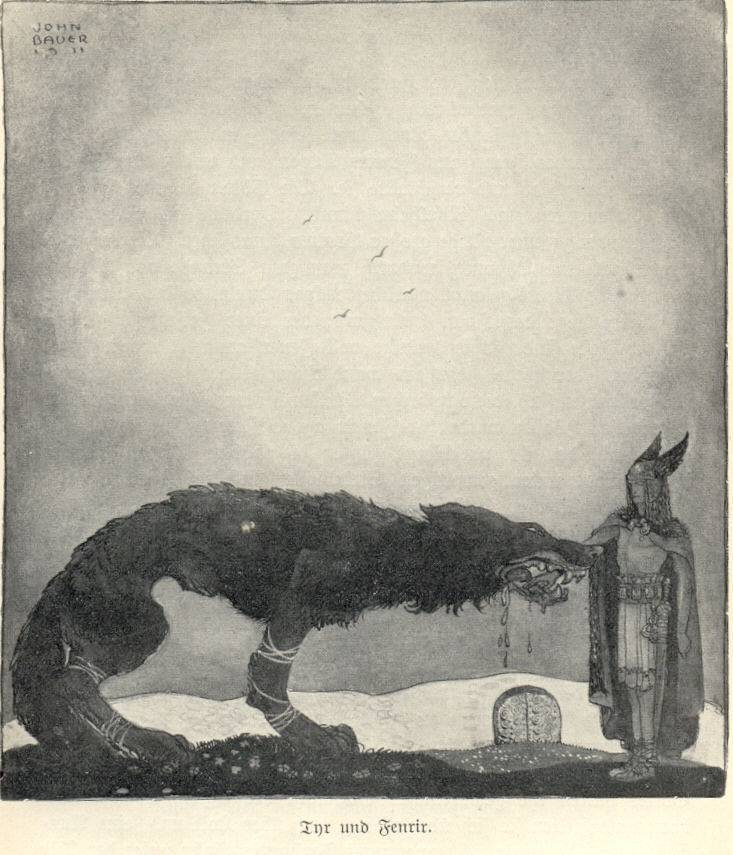
تیر دست راستش را در برابر فنریر فدا می‌کند. در یک نقاشی از ۱۹۱۱ کشیدهٔ جان باور.

تیر (به زبان نروژی باستان: Týr) یا تیواتس (نام ژرمنی) و تیو معادل انگلو-ساکسونی تیر که بعدها تیسو نام گرفت، ایزد پیروزی و جنگ تن به تن در عصر وایکینگ‌های اساطیر نورس است. او فرزند اودین (یا بر طبق ادای شاعرانه فرزند هیمیر) و فریگ می‌باشد و به عنوان یکی از برجسته‌ترین اِزیرها، الهام بخش شجاعت و دلاوری در نبردها به شمار می‌رود. در حالی که اشاره به نام تیر در ادبیات کهن نورس ناچیز است، او به عنوان یکی از اصلی‌ترین ایزدان جنگ اساطیر شمال در کنار اُدین و ثور در نظر گرفته شده‌است و همچنین ژرمن‌ها تیواتس را همتای مارس نیایش می‌کردند. اما به نظر می‌رسد محبوبیت تیر در کنار این دو ایزد والای اساطیر شمال در عصر مهاجرت‌ها کمرنگ‌تر شده بود. تیر بر قلمرو آسمان و گاه بر میدان‌های جنگ فرمان می‌راند. جنگجویان به یاری او نیاز داشتند و این را از نشانهٔ «T» که بر سلاح‌های آغازین انگلوساکسون‌ها نقش بسته است می‌دانیم. ذکر نام تیر در اشعار ادایی برای جنگجویان وسیله‌ای است برای جلب حمایت این ایزد. اهمیت تیر در اساطیر نورس به حدی است که انگلوساکسون‌ها و مردمان اسکاندیناوی یکی از روزهای هفته یعنی «Tuesday» (سه‌شنبه) را به نام او می‌نامند و برخی از مکان‌ها نیز ترکیبی از نام او را بر خود دارند. در نبرد نهایی راگناروک، سرانجام تیر سگ نگهبان سرزمین مردگان هل‌هایم، به نام گارم را خواهد کشت، اما خود نیز از زخم‌های وارده توسط این حیوان جان خود را از دست می‌دهد. از ویژگی‌های تیر می‌توان به نیزه‌اش که نماد عدالت است اشاره کرد.

## به بند کشیدن فنریر

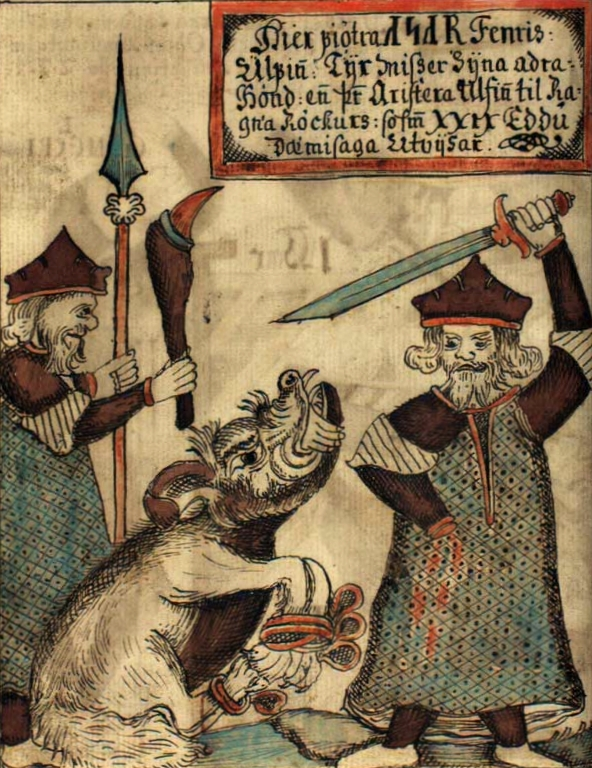
تصویر افسانه‌ای فنریر

در افسانه‌ها آمده که فنریر، گرگ عظیم که باید به بند کشیده می‌شد هر طنابی را پاره می‌کرد تا آنکه اُدین با فرزانگی از دورف‌ها می‌خواهد برای به بند کشیدن گرگ زنجیری که دارای قدرت نامرئی و به ظاهر در حد ریسمانی ابریشمی و ظریف را در خود داشته باشد. دورف‌ها ریسمانی افسانه‌ای ساختند که اگرچه به ظاهر نازک و ابریشمی بود، ولی از شش عنصر جادویی ساخته شده بود که عبارتند از: صدای پای گربه، ریش زن، ریشه کوه، عاطفه خرس، نفس ماهی و تف پرنده. به همین دلیل امروزه نشانی از این عناصر بر روی زمین نیست. تیر به تمهیدی از فنریر می‌خواهد آن زنجیر را بیازماید و فنریر به شرطی به این کار تن می‌دهد که یکی از ایزدان دست خود را بین دندان‌های او قرار دهد و بالاخره تیر داوطلب بستن گرگ شد. وقتی تیر فنریر را با زنجیر دورف‌ها به بند می‌کشد گرگ با به کار گرفتن تمام نیروی خویش برای گستن بند آن را ناگستنی می‌یابد و اگرچه ایزدان خشنود می‌شوند، اما تیر در این راه دستش را از دست داد. بدین روایت فنریر در آسگارد و در دیدگاه ایزدان به بند کشیده شد و شاید بتوان او را همتای گارم سگ به بند کشیدهٔ جهان زیرین که در راگناروک با تیر می‌جنگد دانست. اسطوره هدیه دادن دست تیر یکی از افسانه‌های آغازین سرزمین ژرمن‌ها و چیزی است که آثار آن در طلسم‌ها و سکه‌های طلای یک رو دورهٔ مهاجرت که دست باشنده‌ای رامیان دندان‌های یک حیوان نشان می‌دهد دیده می‌شود و با این همه تیواتس در عصر وایکینگ‌ها جای خود را به اودین داده است.